# Хурикау
Хурика́у (осет. Хурыхъæу, ингуш. Къаскам) — село в Моздокском районе Республики Северная Осетия — Алания.
Административный центр муниципального образования «Хурикауское сельское поселение».

## География
Селение расположено в южной части Моздокского района, в так называемом Моздокском коридоре, связывающей основную часть Северной Осетии с Моздокским районом и отделяющую республику Ингушетия от Кабардино-Балкарии. Находится в 50 км к юго-западу от районного центра Моздок, в 80 км к северо-западу от города Владикавказ и в 18 км к юго-западу от Малгобека.
Граничит с землями населённых пунктов: Верхний Курп и Кусово на западе, и Инарки на востоке.
Населённый пункт расположен в межгорной долине Кабардино-Сунженского хребта, окружающих село с трёх сторон. Рельеф местности представляет собой в основном холмистую местность. Перепады высот резко увеличиваются при удалении на юг и восток. При удалении на северо-запад рельеф несколько сглаживается. Средние высоты на территории села составляют 418 метров над уровнем моря. Высшие точки достигают высот до 650 метров.
Гидрографическая сеть на территории села представлено в основном родниковыми речками, часть из которых пересыхает в балках. В горных районах имеются различные родниковые источники.
Климат влажный умеренный. Температура воздуха в среднем колеблется от +22°С в июле, до −4°С в январе. Среднегодовое количество осадков составляет около 700 мм. Основное количество осадков выпадает в период с мая по июль. Благодаря Кабардино-Сунженскому хребту огораживающей село с севера и востока, в районе села слабо ощущаются суховеи обычно дующие в конце лета из региона Прикаспийской низменности.

## Этимология
Нынешнее название села Хурикау в переводе с осетинского языка означает «солнечное селение»., от хур — «солнце» и хъæу — «селение». Ингуши в быту продолжают называть село его прежним названием — Кескем.

## История
До начала 1860-х годов территория современного села входила в состав Малой Кабарды. Российскими властями при участии малокабардинского князя Бековича-Черкасского земля была продана в арендное пользование.
В 1861 году ингуши основали здесь своё новое поселение, названное Кескем. К 1865 году, число ингушских дворов достигло 200, с которых Бековичи не получали подата (ясак), в связи с тем, что  большинство из них селилось самовольно, ни на каких условиях. В 1866 году Кескем числился в составе Ингушского округа.
Во время депортации чеченцев и ингушей в 1944 году в Среднюю Азию и упразднении Чечено-Ингушской АССР, селение было передано в состав новообразованного Моздокского района Северо-Осетинской АССР.
В 1957 году ингуши были возвращены из депортации на прежние места проживания, однако селение было оставлено в составе Северной Осетии из-за своего связующего географического расположения в республике.

## Население
| 2002 | 2010 | 2021  |
| ---- | ---- | ----- |
| 1009 | ↘921 | ↗1081 |

Национальный состав
По данным Всероссийской переписи населения 2010 года:
| Народ  | Численность, чел. | Доля от всего населения, % |
| ------ | ----------------- | -------------------------- |
| ингуши | 896               | 97,29 %                    |
| другие | 25                | 2,71 %                     |
| всего  | 921               | 100,0 %                    |

## Инфраструктура
В населённом пункте отсутствуют водоснабжение и телефонная связь.
В рамках программы социальной догазификации были проведены работы по строительству внутрипоселковых сетей газоснабжения. Строительство началось в декабре 2023 года и завершилось в июле 2024 года. Газопроводы подведены к участкам всех домовладений.

## Образование
- Средняя общеобразовательная школа — ул. Гагарина, 32.

## Здравоохранение
- Фельдшерско-акушерский пункт — ул. Гагарина, 28.

## Ислам
В селе действует одна мечеть.

## Улицы
| Восточная |
| Гагарина  |
| Горная    |

| Западная |
| Лесная   |

| Рабочая   |
| Шоссейная |

## Известные жители
- Бекбузаров Сослан-бек Сосуркоевич (1865—1930) — русский военачальник, генерал-майор[10].